# Дихтинецька стінка
Дихтине́цька сті́нка — геологічна пам'ятка природи місцевого значення в Україні. Розташована в межах Путильського району Чернівецької області, при південній околиці села Дихтинець (наподалік від залишків старого мосту). 
Площа 1 га. Статус присвоєно згідно з рішенням облвиконкому від 30.05.1979 року № 198. Перебуває у віданні Киселицької сільської ради. 
Статус присвоєно для збереження антиклінальної складки кросненських верств. Являє собою скельне відслонення флішового типу. Утворилось на лівому березі річки Путилки в результаті водної ерозії. Висота урвища — 20 м, довжина — 100 м.